# 伊萨博·莱维托
伊萨博·莱维托（英語：Isabeau Levito，2007年3月3日—），美国女子花样滑冰运动员，2022年世界青年花样滑冰锦标赛女子单人滑金牌得主、2024年世界花样滑冰锦标赛女子单人滑银牌得主。